# Euchiloglanis
Euchiloglanis (Евхілогланіс) — рід риб триби Glyptosternina з підродини Glyptosterninae родини Sisoridae ряду сомоподібні. Має 6 видів. Наукова назва походить від грецьких слів eu, тобто «добрий», cheilos — «губа», та glanis — «сом».

## Опис
Загальна довжина представників цього роду коливається від 16 до 20 см. Мають оригінальну будову голови — наче на сома одягли широкий шолом. Очі маленькі, розташовані зверху голови. Є 4 пари коротеньких вусів (за їх довжиною розрізняють види), досягаються зябрових отворів. Рот помірно широкий. Зазвичай присутнє заглиблення на передщелепній кістці. Кінчики верхньої щелепи загострені. Тулуб кремезний. Спинний плавець високий та широкий, з короткою основою та 1 жорстким променем. Жировий плавець довгий, низький. Грудні плавці широкі, розташована біля зябрових кришок. Черевні плавці невеличкі. Анальний плавець поступається довжиною жировому, має 1 жорсткий промінь. Хвостовий плавець широкий з розгалуженими променями.
Забарвлення коричневе (світло- або темно-), мармурове, з блідими темними плямочками.

## Спосіб життя
Це демерсальні й бентопелагічні риби. Зустрічаються у гірських річках. Тримаються на дуже швидкій течії і кам'янистих ґрунтах. Живляться дрібними водними безхребетними й невеличкою рибою.

## Розповсюдження
Мешкають у водоймах Непалу, Індії та південного Китаю.

## Види
- Euchiloglanis dorsoarcus
- Euchiloglanis kishinouyei
- Euchiloglanis longibarbatus
- Euchiloglanis longus
- Euchiloglanis nami
- Euchiloglanis phongthoensis